# Бракенхайм
Бракенхайм (нем. Brackenheim) — город в Германии, в земле Баден-Вюртемберг.
Подчинён административному округу Штутгарт. Входит в состав района Хайльбронн. Население составляет 15 128 человек (на 31 декабря 2010 года). Занимает площадь 45,74 км². Официальный код — 08 1 25 013.
Город подразделяется на 8 городских районов.

## Галерея
- Замок